# Amazona ochrocephala
Amazona ochrocephala е вид птица от семейство Папагалови (Psittacidae).

## Разпространение
Видът е разпространен в Боливия, Бразилия, Венецуела, Гвиана, Еквадор, Колумбия, Коста Рика, Панама, Перу, Суринам, Тринидад и Тобаго и Френска Гвиана.